# Mikołaj Sęp Szarzyński

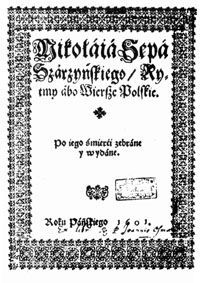
Couverture de Rytmy abo wiersze polskie (Rythmes) publiés en 1601

Mikołaj Sęp Szarzyński (c. 1550 - c. 1581) est un poète polonais de la renaissance tardive qui a exercé une grande influence sur toute une génération d'écrivains. Il a écrit en polonais et en latin. 
Pionnier de la littérature baroque polonaise, il offre un remarquable exemple du courant métaphysique de l'époque . Sa poésie amoureuse est souvent qualifiée de maniériste. Jan Błoński a pu dire de Sęp Szarzyński qu'il était un poète mystique proche de l'abstraction  tandis que Wiktor Weintraub estime qu'il s'agit du plus remarquable poète de l'époque de Jan Kochanowski. Le statut du poète dans la littérature polonaise est assez controversé,.

## Biographie
La vie de Sęp Szarzyński est mal connue. Il est né à Zimna Woda près de Lwów, l'aîné de trois fils, et il a fait ses études à l'université de Wittemberg et de  Leipzig. Son séjour allemand le rapproche du protestantisme, mais il se tournera ensuite vers un catholicisme dont la ferveur transparaît dans ses poèmes.  Il semble qu'il soit mort à  Wolica, en 1581 à l'âge de 31 ans. Après sa mort, les poèmes de Sęp Szarzyński sont recueillis puis publié par son frère Jakub sous le titre Rytmy abo wiersze polskie en 1601.

## Source
- Mikołaj Sęp Szarzyński: Rytmy polskie (Ad Oculos, 2004)